# Lac Drake
Pour les articles homonymes, voir Drake.
Le lac Drake (en anglais : Drake Lake) est un lac américain dans le comté de Plumas, en Californie. Il est situé à 1 982 mètres d'altitude au sein de la Lassen Volcanic Wilderness, dans le parc national volcanique de Lassen.